# Felix Koslowski

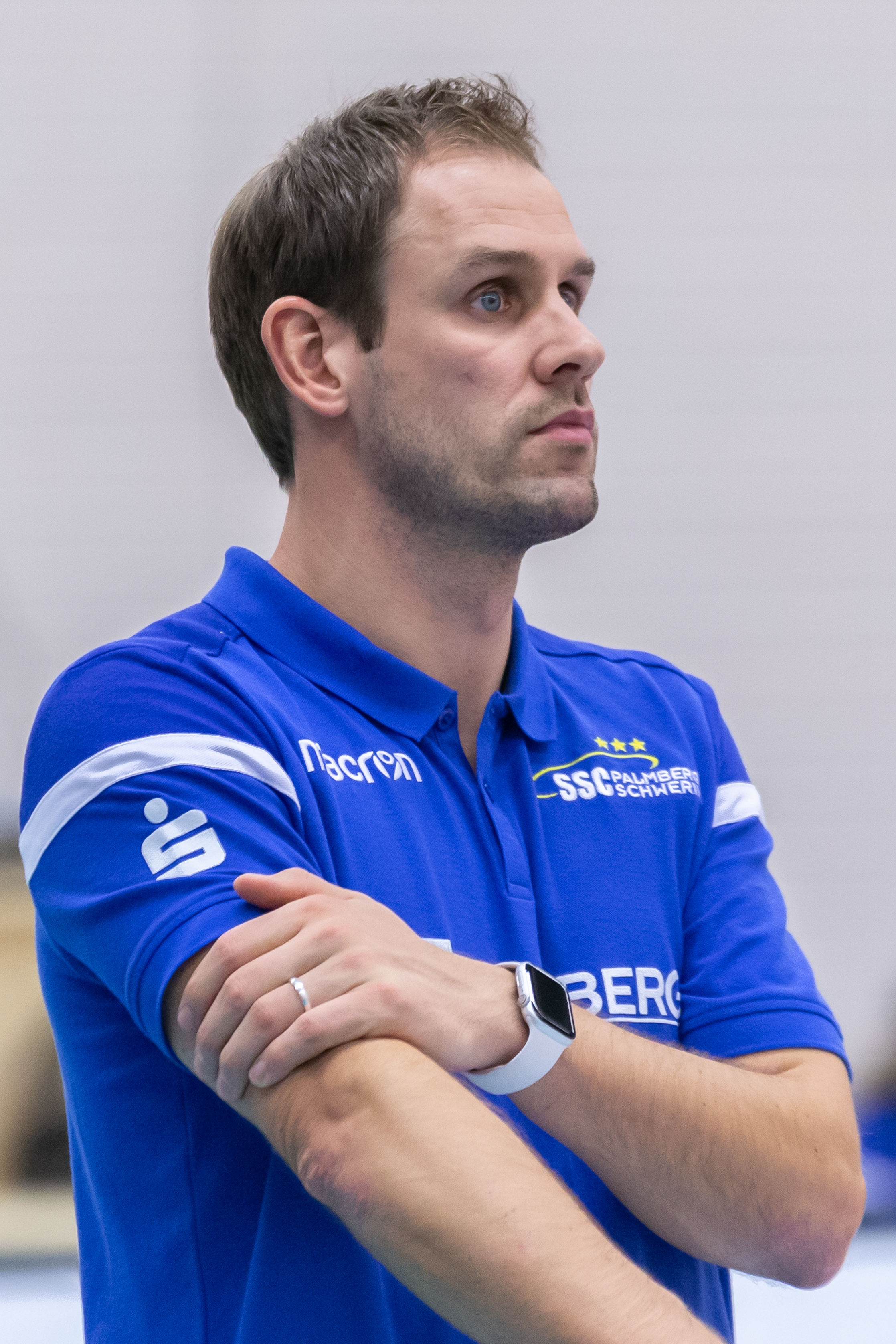
Felix Koslowski (2018)

Felix Koslowski (* 18. März 1984 in Schwerin) ist ein deutscher Volleyballtrainer. Er trainiert seit 2013 den Schweriner SC sowie seit 2023 die niederländische Frauen-Nationalmannschaft. Von 2015 bis 2021 war er auch Trainer der deutschen Frauen-Nationalmannschaft.

## Karriere
Felix Koslowski begann 1995 mit dem Volleyball beim heimischen Schweriner SC, wo er fünfmal Deutscher Jugendmeister wurde. Später spielte er bei den VolleyTigers Ludwigslust. Auch im Beachvolleyball spielte Koslowski bis 2005 auf zahlreichen nationalen Turnieren. Seit 2003 war er Co-Trainer beim Bundesligisten Schweriner SC, wo er mit Tore Aleksandersen zusammenarbeitete. Mit Schwerin wurde Koslowski 2006 Deutscher Meister und DVV-Pokalsieger. 2007 wurde er Deutscher Vizemeister und erneut DVV-Pokalsieger. 2008 ging Koslowski nach Italien und arbeitete auch hier als Co-Trainer in Chieri und ab 2009 beim Champions-League-Sieger Volley Bergamo. Von 2010 bis 2013 war Felix Koslowski als Nachfolger von Jean-Pierre Staelens Cheftrainer der Bundesligamannschaft vom VfB 91 Suhl. Parallel zu seiner Vereinsarbeit holte ihn 2006 der Bundestrainer Giovanni Guidetti als Co-Trainer in den Stab der deutschen Frauen-Nationalmannschaft, mit der er bei der EM 2011 und EM 2013 Vizeeuropameister wurde. 
2013 wurde Koslowski vom Deutschen Meister Schweriner SC als Nachfolger des Niederländers Teun Buijs als Cheftrainer verpflichtet. Nach drei Jahren ohne Titelgewinn, gelang Koslowski mit den Schwerinerinnen 2017 und 2018 zweimal der Gewinn der Deutschen Meisterschaft. Hinzu kamen zwei DVV-Pokalsiege 2019 und 2021 sowie viermal der Gewinn des VBL-Supercups 2017, 2018, 2019 und 2020.
Vom 9. November 2015 bis zum 5. Dezember 2021 war Koslowski zusätzlich Trainer der deutschen Frauen-Nationalmannschaft. Seit dem 24. Januar 2023 ist er ebenfalls als Trainer der niederländischen Nationalmannschaft der Frauen tätig.